# 남동세무서

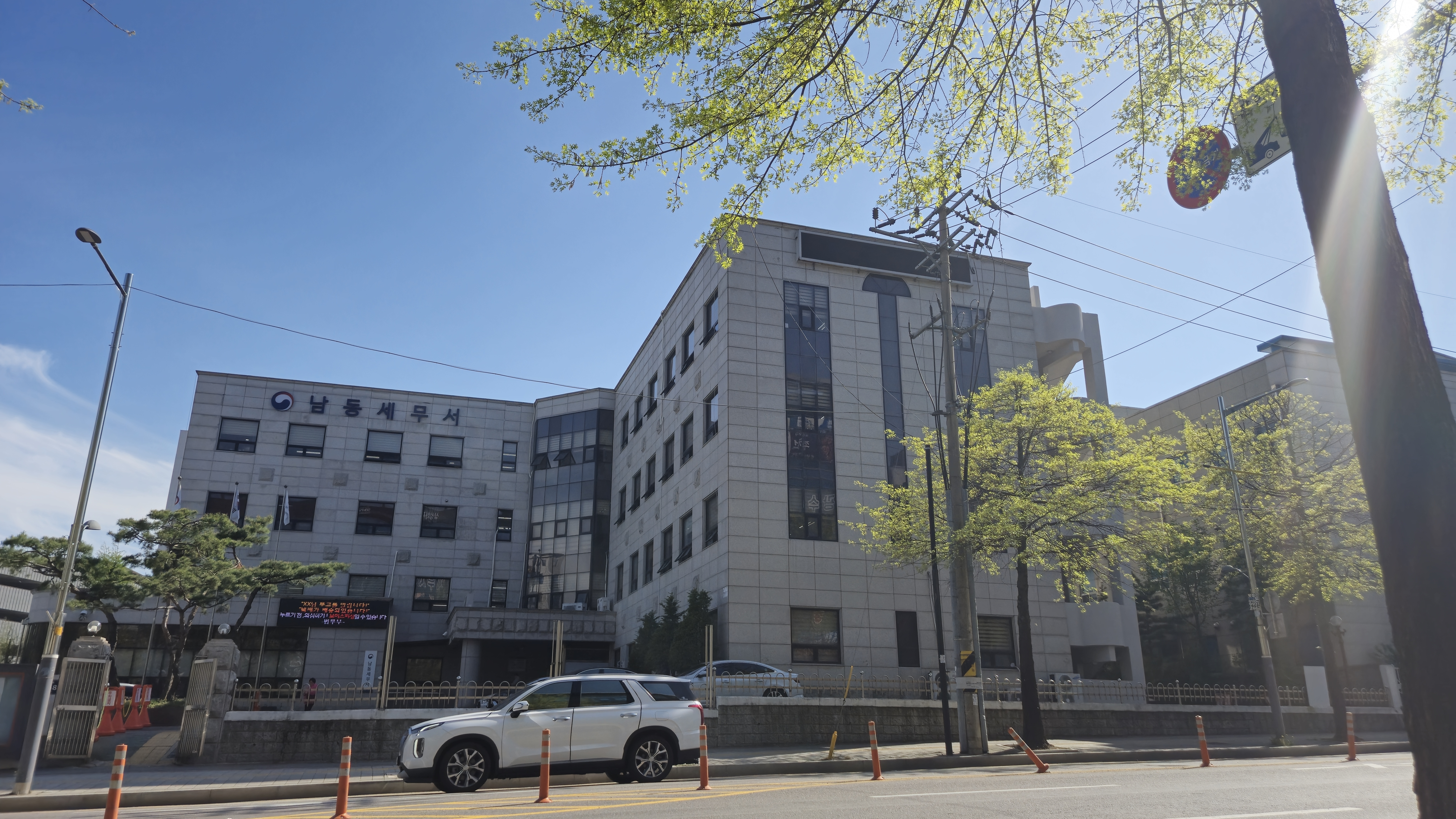
남동세무서

남동세무서는 인천광역시 남동구의 세무서이다. 인천광역시 남동구 인하로 548에 소재한 남동세무서로 인천지방국세청 소속 건물이다.
과거 남인천세무서에서 2022년 04월 22일부터 남동세무서로 관할지역의 행정구역 명칭에 맞춰 변경되었다. 세무의 계절(5월)이 오면 세무서 밖 부터 임시 접수처를 마련할 정도로 바쁜 모습을 보이기도 한다.

## 개요
남동세무서는 인천지방국세청 소속의 건물이며, 인근 길병원사거리의 남동구 남동대로 763에 인천지방국세청이 위치해 있다. 
공공목적으로 주차장을 개방하지만 세무 신고달이 되면 만차라 자리가 없는 편이기도 하다. 인근 주차타워를 이용해야 한다. 
구월동의 농수산물도매시장과 남동경찰서, 남동세무서 3개의 지역은 인천시청권을 제외하고 구월동이 재개발되는 시점 전부터 오래되기도 하며, 가장 인지도가 높기도 하다. 
- 주소 : 인천광역시 남동구 인하로 548 (구월동 1447-1)
- 공공주차장 무료개방 : 평일 09시 ~ 18시 00분 운영, 토요일 및 일요일은 운영하지 않는다. 입구와 출구가 따로 있어 주의해야 한다.

## 연혁
- 2022.4 <남인천세무서>가 <남동세무서>로 명칭이 변경되어 남동구를 관할
- 2020. 3 <남인천세무서> 및 <연수세무서>로 분서되어 남동구만을 관할
- 1999. 9 <남인천세무서>로 관서명칭 변경-관서통폐합으로 연수구를 관할구로 통합
- 1994. 8 <남동세무서> : 남인천세무서에서 분리개청-인천광역시 남동구 전역을 관할

## 사진

### 시설 및 구조물

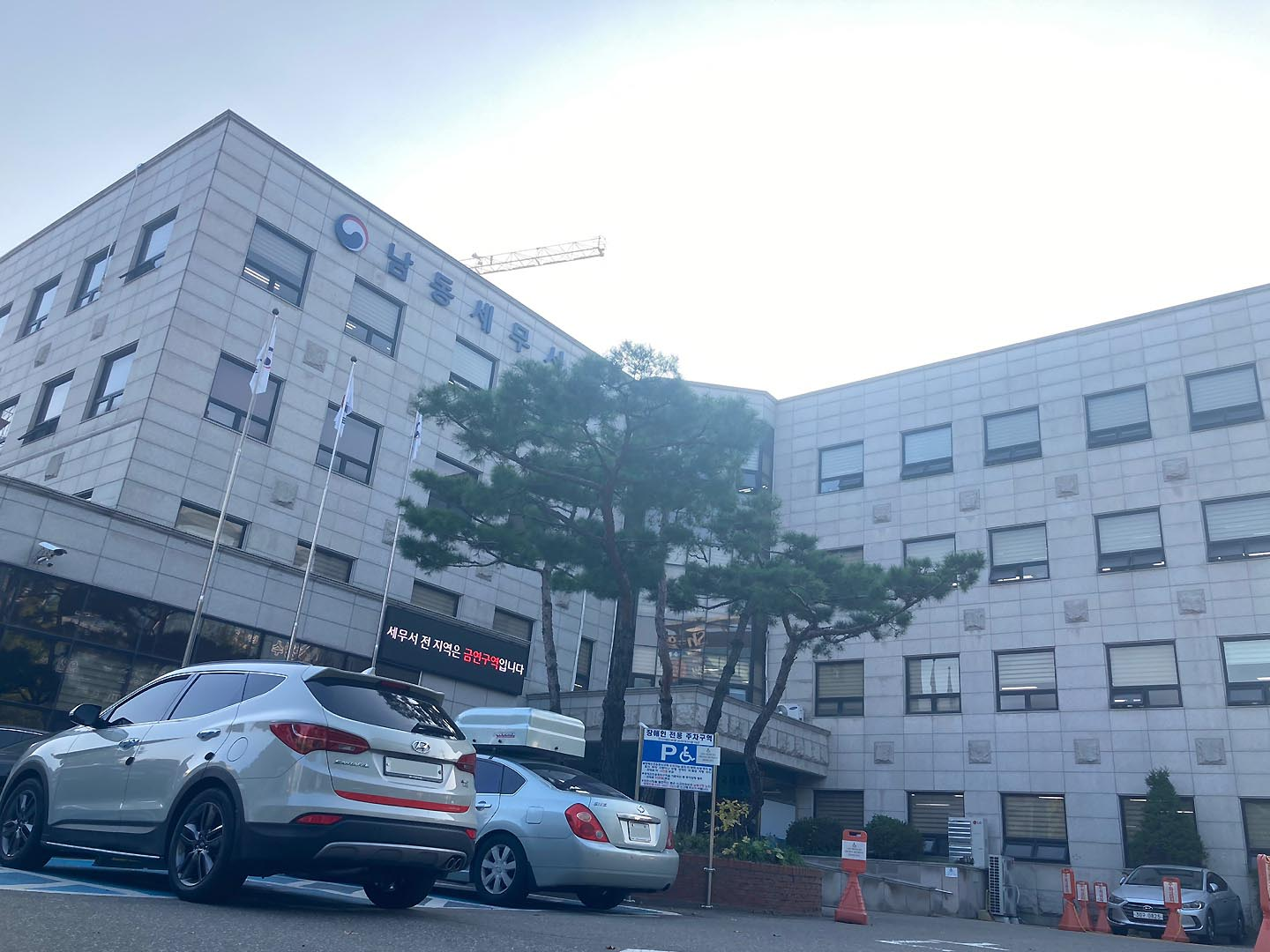
남동세무서(2024)
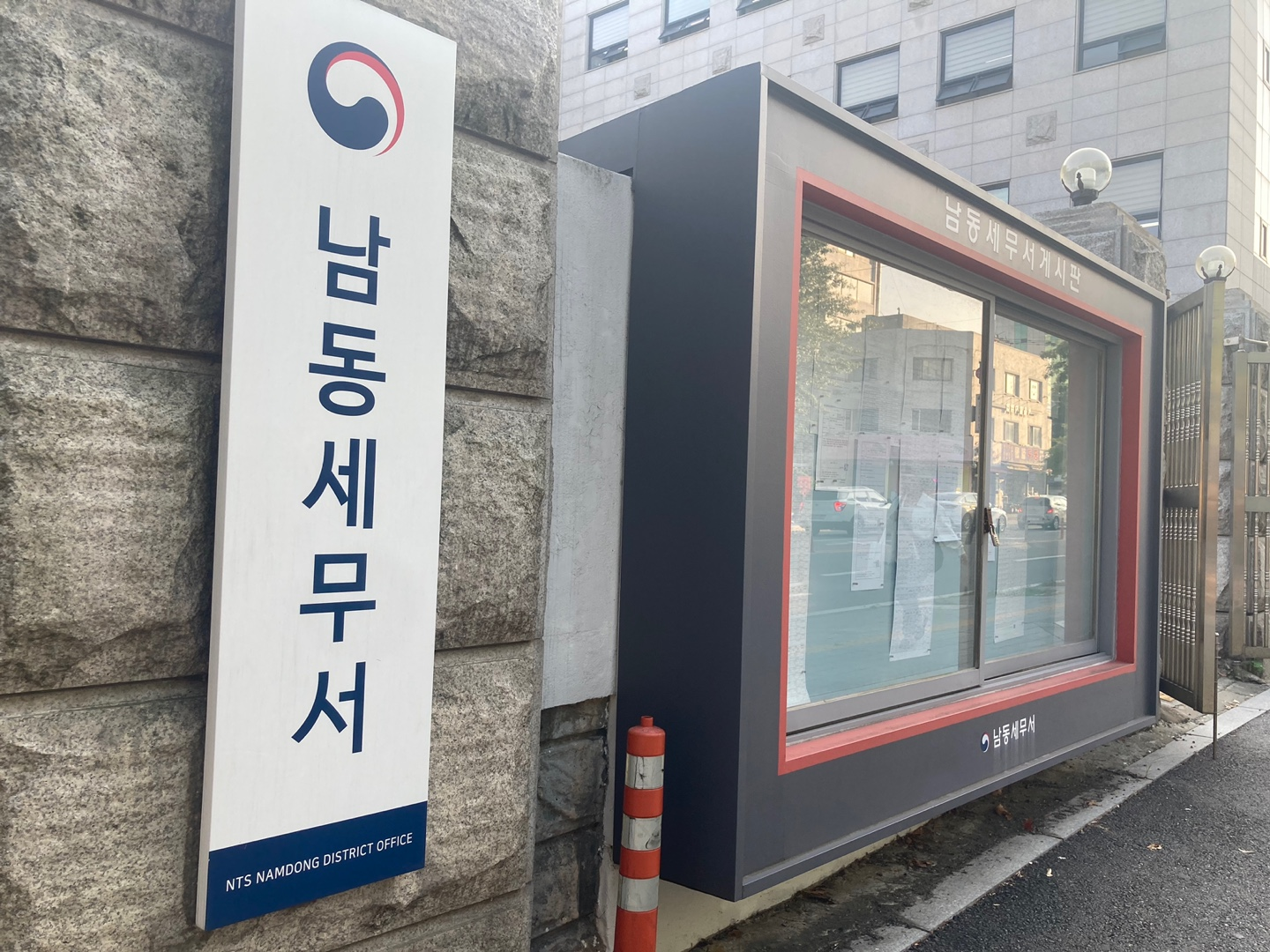
남인천세무서에서 남동세무서로 변경된 현판
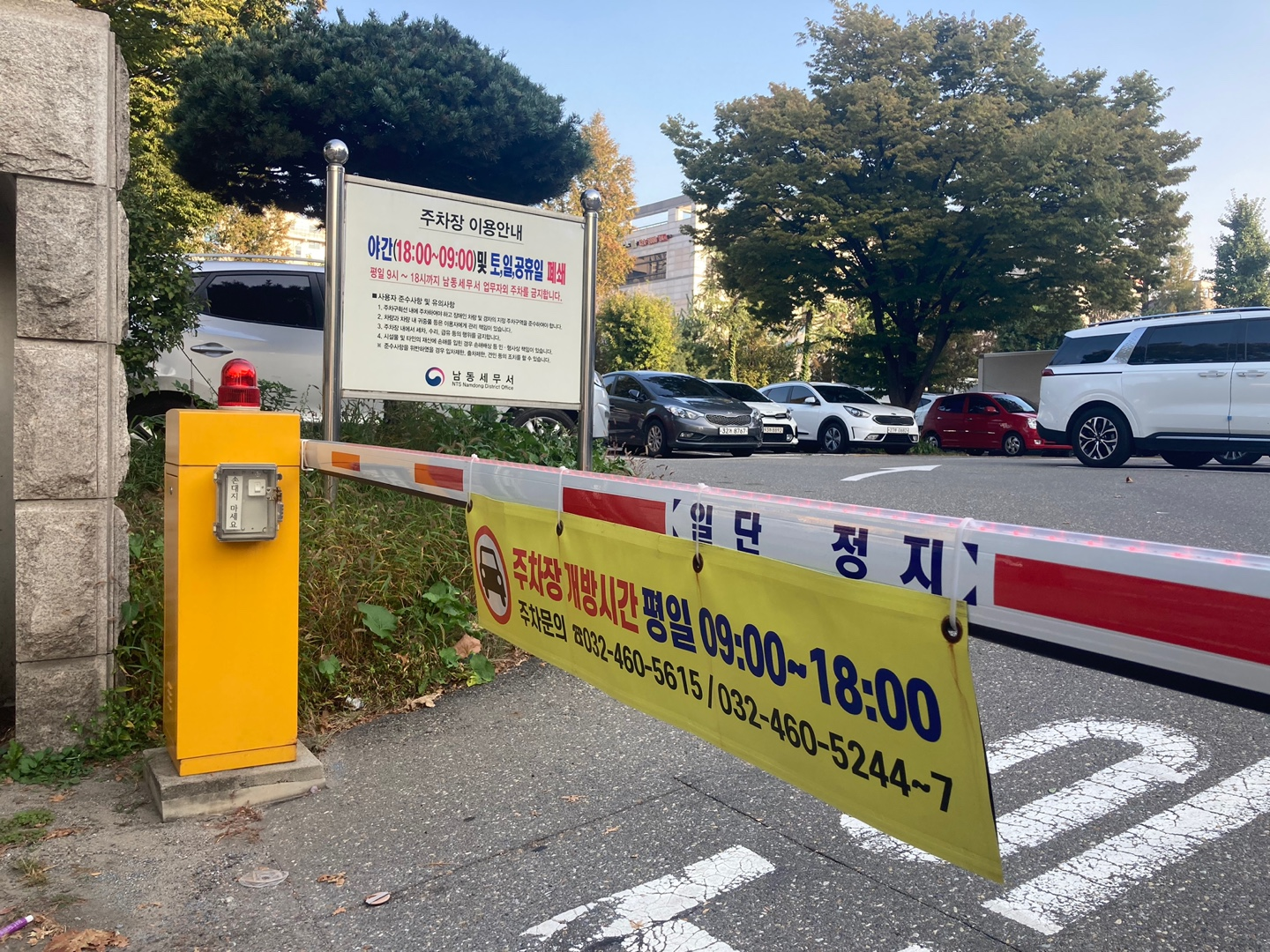
남동세무서 주차장
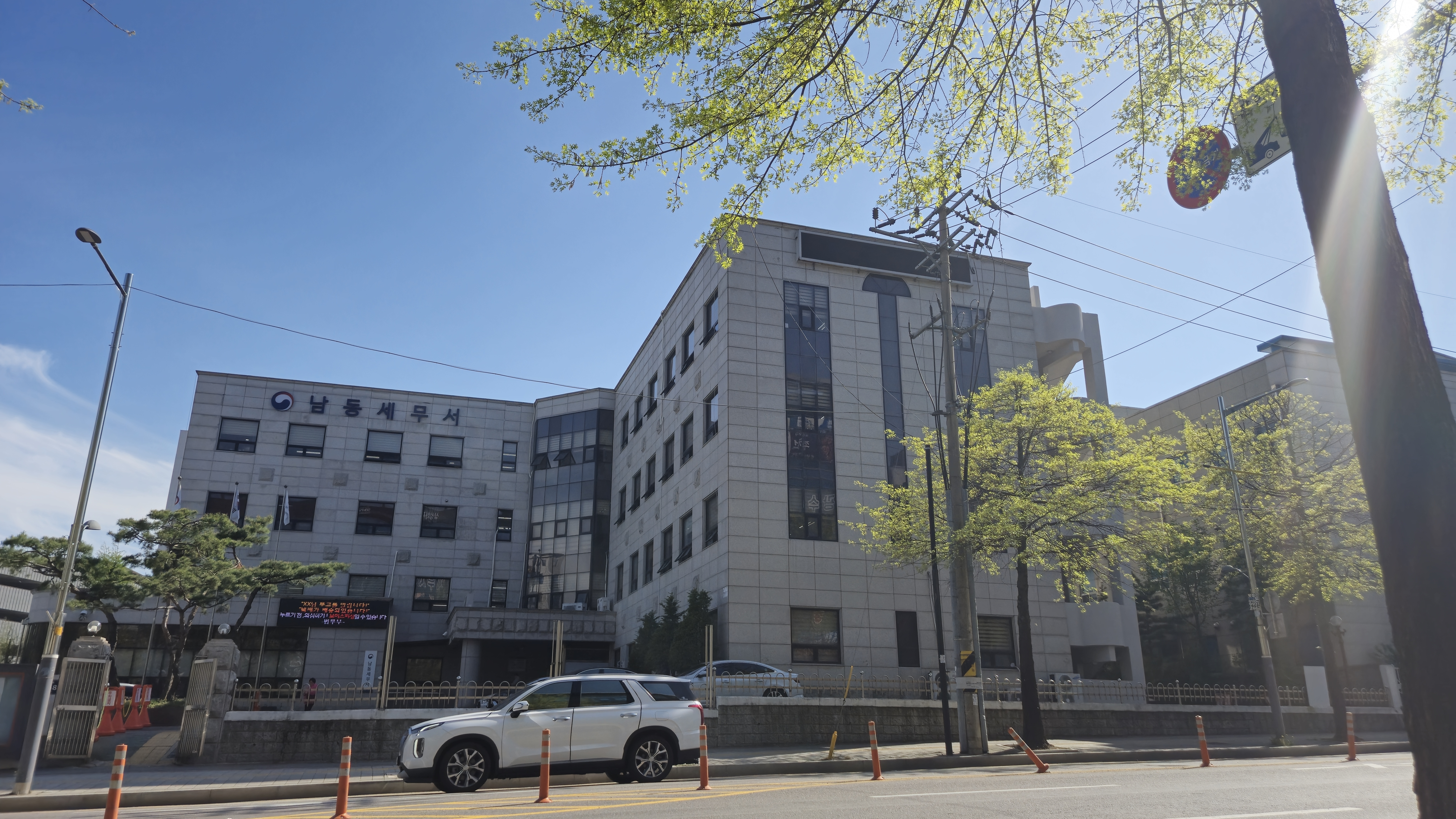
인하로와 성리로의 교차구간의 남동세무서 전경

## 같이 보기
- 인천지방국세청